# Alice Pestana
Alice Pestana (Santarém, 7 aprile 1860 – Lisbona, 24 dicembre 1929) è stata una scrittrice, giornalista e pedagogista portoghese. 
Fu la fondatrice della Lega portoghese per la pace nel 1899.

## Biografia
Alice Evelina Coelho Pestana nacque a Santarém, nel 1860, in una famiglia benestante. La madre, Matilde Laura Coelho Pestana, morì dando alla luce suo figlio José Eduardo, quando Alice aveva solo cinque anni. Il padre di Alice, Eduardo Augusto Villar Coelho, si sposò nuovamente nove anni più tardi e affidò Alice e i suoi fratelli alla nonna materna. 
La sua educazione fu affidata ad alcune istruttrici inglesi. Alice si dedicò allo studio delle lingue, della letteratura, scienza e musica. Ben presto fu in grado di scrivere in inglese, francese, spagnolo e portoghese. Iniziò la sua carriera come giornalista nel giornale The Financial and Mercantil Gazette nel quale pubblicò il suo primo articolo in lingua inglese che consisteva in una critica alla traduzione di Hamlet scritta da D. Luís. 
Fin da giovane Alice fu una grande appassionata della politica del tempo, collaborò nella rivista portoghese Espectro da Granja, sotto lo pseudonimo di Célia Elevani (anagramma di Alice Evelina). Scrisse anche nella rivista Repúblicas, che Camilo Castelo Branco e Tomás Ribeiro dirigevano, utilizzando gli pseudonimi Caïel ed Eduardo Caïel, anche nei giornali Vanguarda, Folha do Povo e Diário de Notícias.
Tra il 1888 e il 1893 Alice fece numerosi viaggi in Europa. Nel 1888 fu in Svizzera, Francia e Inghilterra, sotto incarico del Governo portoghese, per la raccolta di elementi utili al perfezionamento dell'istruzione secondaria femminile. L'articolo con le informazioni da lei raccolte fu considerato di qualità, e venne pubblicato nel Diário do Governo. Nel 1892, al Congresso Pedagogico Ispano-Portoghese-Americano, realizzato in onore della commemorazione del quarto Centenario della Scoperta d'America, Alice presentò la tesi intitolata «O que deve ser a instrução secundária da mulher?» difendendo la necessità dell'educazione femminile come condizione necessaria per la realizzazione di una società democratica e giusta.
Nel 1890 Bernardino Machado la presentò a Francisco Giner de los Ríos, durante una sua visita a Lisbona. Grazie a questo incontro, Alice conobbe il suo futuro marito, nonché membro della Institución Libre de Enseñanza, Pedro Blanco Suárez. 
Nel 1893 tornò all'estero in missione ufficiale, e sulla rivista Tempo pubblicò le sue impressioni sui viaggi intrapresi. Tra il 1894 e il 1900 Alice ebbe un periodo di intensa creazione letteraria, ma non smise di scrivere articoli riguardanti temi pedagogici e continuò a collaborare con le riviste O Tempo, Correio da Noite, O Século.
Nel 1896 entrò a far parte della Sociedade Altruista, creata da José Pessanha, associazione dedicata alla donna, ai bambini e al progresso morale dell'umanità.
Alice Pestana fu la fondatrice nel 1899 della Liga Portuguesa da Paz, la prima organizzazione femminista del Portogallo, della quale fu la prima presidente. In qualità di rappresentatrice della Liga Portuguesa da Paz presenziò alla Conferência da Paz de Haia, nell'anno seguente.
Alice si sposò a Lisbona con il professore spagnolo Pedro Blanco Suárez, con il quale andò a vivere a Madrid il 5 gennaio del 1901. A Madrid Alice ottenne la cattedra nella Institución de Libre Enseñanza (ILE e più tardi chiamata Fundación Francisco Giner de los Ríos) grazie a questo impiego collaborò con Bertrand Russel, Henri Bergson, Charles Darwin, Lev Tolstoj, Maria Montessori e Miguel de Unamuno, oltre ad altri grandi volti del panorama culturale mondiale. Nel 1914 ottenne la cattedra di francese per insegnare nei corsi per adulti. Nello stesso anno in cui fu proclamata la Prima Repubblica Portoghese Alice fu incaricata, dal Governo spagnolo, di tornare in Portogallo a studiare e analizzare il metodo di istruzione femminile da loro applicato, frutto di questo studio accurato fu il libro La Educación en Portugal, pubblicato nel 1915.
Alice Pestana, sotto lo pseudonimo di Caïe, fu una delle prime autrici di letteratura per ragazzi. Diresse inoltre la Revista Branca (1899-1900), «dedicada aos pequenos e aos novos». Fu anche una delle fondatrici del Protectorado del Niño Delincuente, organismo del quale lei fu Segretaria fino alla sua scomparsa nel 1929.
Nel 1922 Alice soffrì dei primi sintomi di una malattia nervosa. Morì il 24 dicembre del 1929. Venne sepolta nel Cementerio Civil de Madrid.

### Liga Portuguesa da Paz
La Liga Portuguesa da Paz venne fondata il 18 maggio del 1899, sotto iniziativa di Alice Pestana che era la sua Presidente. L'associazione contò, fin dall'inizio, molte adesioni. Le donne che vollero partecipare al progetto erano molte e varie. Repubblicane, ma anche monarchiche, la Liga Portuguesa da Paz fu uno dei rari momenti in cui donne impegnate in campi politici e filosofici opposti si unirono per far fronte alla stessa causa. 
Nella Liga Portuguesa da Paz troviamo i nomi di Olga de Morais Sarmento, Adelaide Cabete, Virgínia Quaresma, Carolina Beatriz Ângelo, la prima donna che esercitò il diritto di voto nella Penisola Iberica, ma anche di Branca GontaColaço, Albertina Paraíso o Cláudia de Campos. La maggior parte di queste donne repubblicane creeranno, in seguito, delle associazioni femministe. Ana de Castro Osório, fu invitata da Alice Pestana a diventare la corrispondente della sua associazione ma la scrittrice rifiutò.  

## Opere di Alice Pestana
Delle sue opere portoghesi si distinguono tra tutte As mães e as filhas, Primeiras leituras e A filha de João do Outeiro, oltre ad altri saggi, racconti, articoli e sei opere teatrali.

### Opere su Alice Pestana
Il marito, Pedro Blanco Suárez, dopo la scomparsa della moglie, pubblicò un'opera intitolata Alice Pestana, «in memoriam», nella tipografia di Julio Cosano, nel 1931.